# Bhairon Singh Shekhawat
Bhairon Singh Shekhawat, né le 23 octobre 1923 dans le village de Khachriyawas dans le district de Sikar et mort le 15 mai 2010 à Jaipur, est un homme politique indien. En 2002, il devient vice-président de l'Inde à la suite de la mort en fonction de Krishan Kant. Il occupe cette fonction jusqu'en 2007,,.
Il est ministre en chef du Rajasthan de 1977 à 1980, de 1990 à 1992 et de 1993 à 1998.